# تیم دالی
جیمز تیموتی "تیم" دالی (به انگلیسی: James Timothy "Tim" Daly) بازیگر، تهیه‌کننده و کارگردان آمریکایی و متولد ۱ مارس ۱۹۵۶
از فیلمهایی که او در آن بازی کرده‌است می‌توان به سریال درمانگاه خصوصی، خانم وزیر، دکتر جکیل و خانم هاید، چیز مورد علاقه من، در برابر طناب، پایین پایین، دنیس تماس می‌گیرد، دانش‌آموز خوب، بازگشت به فرستنده و جادوگر اشاره کرد.